# Mesves-sur-Loire
Mesves-sur-Loire település Franciaországban, Nièvre megyében. Lakosainak száma 656 fő (2022. január 1.). Mesves-sur-Loire La Chapelle-Montlinard, Herry, Bulcy, La Charité-sur-Loire, Pouilly-sur-Loire és Varennes-lès-Narcy községekkel határos.

## Népesség
A település népességének változása:
| Lakosok száma | 692  | 702  | 744  | 690  | 679  | 667  | 661  | 657  | 656  |
|               | 2013 | 2015 | 2016 | 2017 | 2018 | 2019 | 2020 | 2021 | 2022 |